# 의정공 김국광사당
의정공 김국광사당은 대한민국 충청남도 논산시 연산면에 있는 문화재이다. 1992년 10월 28일 논산시의 향토문화유산 제7호로 지정되었다.

## 개요
전통적인 민족고유의 가묘형식을 갖추고 있는 이 건물은 전면 3칸, 측면 3칸으로 전면에는 퇴칸을 둔 사당으로 내부에는 우물마루를 깔고 후벽면에 감실을 두어 위해를 모시고 매년 음력 10월 9일과 12월 10일에 후손들이 제사를 모시고 있다.

## 같이 보기
- 김국광